# Hidroeléctrica 5 de Noviembre
Hidroeléctrica 5 de Noviembre (spanisch, dt. Wasserkraftwerk 5. November) ist ein Wasserkraftwerk im  Flussgebiet des Río Lempa in El Salvador. Betreiber ist die Ejecutiva Hidroeléctrica del Río Lempa. Das Kraftwerk trägt seinen Namen in Erinnerung an die Aufstände gegen die spanische Vorherrschaft in Mittelamerika, die am 5. November 1811 begannen und die den Beginn der Unabhängigkeitsbewegung des Landes markieren. Das Kraftwerk war das erste Wasserkraftwerk, das im Rahmen des nationalen Programm zur Förderung der Elektrifizierung in der Region San Salvador errichtet wurde. Es liegt im Gebiet La Chorrera del Guava rund 88 Kilometer nordöstlich von San Salvador.

## Beschreibung
Die Anlage der  Hidroeléctrica 5 de Noviembre besteht aus einer 65 Meter hohen Gewichtsstaumauer und den unterirdischen zentralen Turbinen- und Generatorenanlagen. Das aufgestaute Wasservolumen  beträgt rund 320 Millionen m³. Am 21. Juni 1954 wurde Hidroeléctrica 5 de Noviembre mit einer anfänglichen Kapazität von 30 MW, die aus zwei Francis-Turbinen und zwei Generatoren mit je 15 MW besteht, eingeweiht. Die dritte Einheit mit 15 MW wurde im März 1957 in Betrieb genommen,  die vierte mit gleicher Leistung im September 1961 und die fünfte Turbine mit 21,4 MW  im Juli 1966. Die beiden ersten Francis-Turbinen mit horizontaler Anordnung wurden von der Schweizer Bell Maschinenfabrik geliefert, die auch die weiteren Turbinen der Ausbaustufe 3 und 5 fertigten. Die Stufe 4 ebenfalls eine horizontale Francis-Turbine stammt von Hitachi Ltd. aus Japan.  Die Generatoren zur Stufe 1, 2 und 3  fertigte Brown, Boveri & Cie. Schweiz, der  Generator 4 von Hitachi Ltd. und 5 von Allmänna Svenska Elektriska Aktiebolaget. Die installierte Gesamtleistung beträgt 81,4 MW. Jährlichen werden rund 457 GWh elektrische Energie produziert.